# Gancia
La Gancia è una casa vitivinicola italiana, con sede a Canelli, in Piemonte, specializzata nella produzione dei vini spumanti.

## Storia

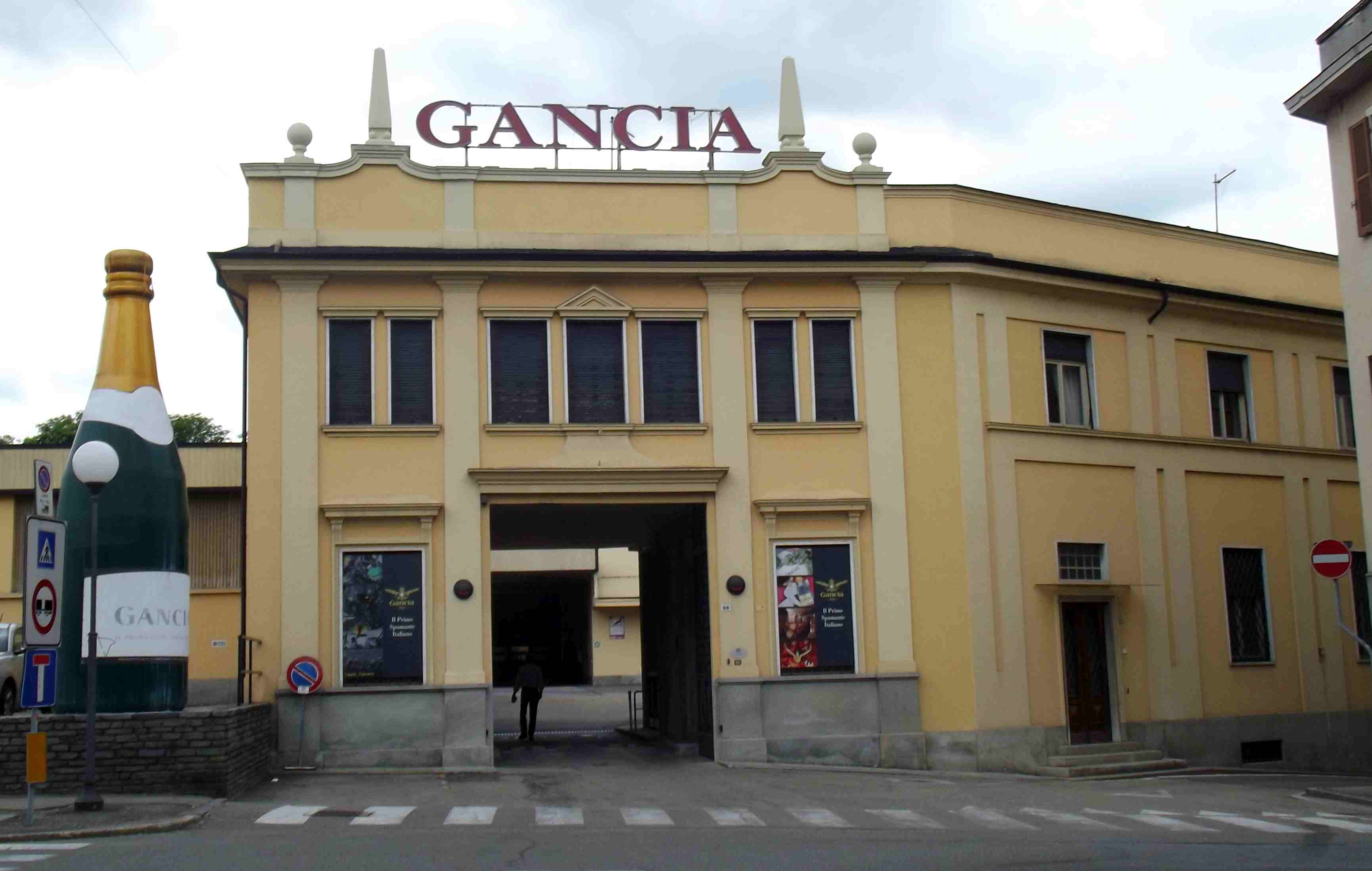
Le cantine Gancia a Canelli

### Vita e studi del fondatore Carlo Gancia
L'azienda prende il nome dal fondatore Carlo Gancia, nato nel 1829 a Narzole, in Provincia di Cuneo, Piemonte. Settimo figlio di Michele e Caterina Rosso, quest'ultima erede di terreni agricoli nella zona di Canelli, in Provincia di Asti, dove la famiglia avviò la coltivazione di uve, in particolare moscato.
Carlo sviluppò un interesse per la vinificazione osservando il lavoro del padre. A 15 anni, nel 1845, si trasferì a Torino per completare gli studi superiori e successivamente si iscrisse all'Università degli Studi nelle facoltà di chimica e farmacia. Durante gli studi, lavorò come tirocinante in laboratori chimici di confettieri e acquavitai torinesi, partecipando a esperimenti enologici.
A 18 anni, divenne socio e poi direttore della caffetteria-liquoreria Dettoni e C. a Piazza Castello, dove sperimentò una nuova ricetta per il vermouth, utilizzando uve moscato come base.
Nel 1849 si trasferì a Reims, in Francia, dove lavorò presso la cantina Piper-Heidsieck, apprendendo il metodo champenois per la produzione di spumante. Tornato in Italia, apportò alcune modifiche al processo per ridurre tempi e costi di produzione.

### La fondazione nel 1850: il primo spumante italiano
Nel 1850 Carlo Gancia affittò una cantina a Chivasso e coinvolse il fratello Edoardo negli esperimenti di spumantizzazione. In collaborazione con Arnaldo Strucchi, direttore dell'azienda Cora di Costigliole d'Asti, esplorò nuove aree viticole, senza ottenere modifiche legislative.
La cantina di Chivasso divenne operativa nel 1851 con il nome Fratelli Gancia. Nel 1861, grazie agli accordi con la Società per le Ferrovie dell'Alta Italia, l'azienda poté espandere la distribuzione. Il primo "Spumante italiano" fu prodotto nel 1865, utilizzando una variante del metodo classico, e l'anno successivo iniziò l'esportazione.

### Trasferimento a Canelli e sviluppo aziendale
Nel 1865 la sede fu spostata a Canelli, dove fu costruito lo stabilimento di Corso Libertà. Carlo Gancia incaricò l'enologo Giovanni Gallese di perfezionare il metodo di produzione in Francia. L'azienda ottenne riconoscimenti all'Esposizione Universale di Vienna (1873) e a quella di Parigi (1878).
Nel 1870 Carlo Gancia sposò Marietta Barbero, da cui ebbe cinque figli. L'azienda assunse nuovi soci e nel 1880 fu costituita la "Fratelli Gancia & C.". Alla morte di Carlo, nel 1897, la direzione passò al figlio Camillo.

### Il Novecento
Nei primi anni del XX secolo l'azienda ampliò vigneti e cantine. Nel 1916 un'epidemia di fillossera rese necessario il reimpianto di vitigni resistenti. Nel 1920 fu lanciato il Gancia Bianco, primo vermouth bianco italiano.
Nel 1924 divenne fornitore dei Sacri Palazzi Apostolici e nel 1937 della Real Casa Savoia. Tra il 1930 e il 1935 fu aperta una seconda sede a Santo Stefano Belbo e ristrutturato il castello di Canelli.
Alla morte di Camillo (1932), la gestione passò alla sorella Adelina Gancia e successivamente al nipote Lamberto, che la guidò fino al 1994. Nel 1950 fu creato il cocktail "bitter americano". L'Asti spumante ottenne la D.O.C. nel 1967 e la D.O.C.G. nel 1993.

### Dal 1990 al terzo millennio
Nel 1994 la direzione passò a Vittorio Vallarino Gancia, nominato Cavaliere del Lavoro. I figli Massimiliano e Lamberto assunsero ruoli dirigenziali.
Nel 1998 fu lanciato lo spumante Asti Castello Gancia. L'azienda promosse eventi come la Festa dei Conferenti Gancia.
Tra il 2010 e il 2013, il magnate russo Roustam Tariko acquisì il 95% dell'azienda.
Nel 2014 l'azienda fu inserita tra le Cantine Storiche dell'Asti spumante e nel patrimonio dell'umanità UNESCO.
Negli ultimi anni è stata ampliata la gamma di spumanti, inclusi quelli a base Pinot Nero e Chardonnay con denominazione Alta Langa. Dal 2018 è in produzione l'Asti spumante secco D.O.C.G..